# Remi-Henri-Joseph Cambresier
 (janvier 2022).
Si vous disposez d'ouvrages ou d'articles de référence ou si vous connaissez des sites web de qualité traitant du thème abordé ici, merci de compléter l'article en donnant les références utiles à sa vérifiabilité et en les liant à la section « Notes et références ».
 Remi-Henri-Joseph Cambresier, né le 8 juin 1756 à Chênée (province de Liège), et mort en un endroit et une date non connus, est un philologue et lexicologue belge, ainsi qu'un avocat militant wallon. 
On le considère également comme le premier auteur d’un dictionnaire de langue wallonne important.

## Biographie
Prêtre de la collégiale de Saint-Jean, il se fait inscrire en 1774 comme avocat au barreau du tribunal de l’Official. Poste qu’il occupe jusqu’au moment de la réunification de la Principauté de Liège à la France. Il est connu pour avoir publié le premier travail philologique sur l’idiome liégeois : Dictionnaire walon-françois ou recueil de mots et de proverbes françois extraits des meilleurs dictionnaires. Liège, Bassompierre, 1787, in-8° de 197 pages. Ce premier dictionnaire wallon est encore considéré comme un ouvrage de référence parce que son auteur a pris soin d’adopter le plus souvent l’orthographe phonétique pour son élaboration et fait un choix judicieux des mots et expressions qu’il y insère afin de ne pas tomber dans un trop grand régionalisme. Ce qui permet à son œuvre d’être comprise par la plupart des locuteurs wallons.

## Publications
- R.-H.-J. Cambresier, Dictionnaire walon-françois, à Liège, chez J.F. Bassompierre, 1787 (lire sur Wikisource)